# شهرستان پانفیلوف، قزاقستان
شهرستان پانفیلوف (به قزاقی: Панфилов ауданы، پانفيلوۆ اۋدانى) یک شهرستان در قزاقستان است که در استان جتی‌سو واقع شده‌است.

## خصوصیات
شهرستان پانفیلوف ۱۰٬۶۰۰ کیلومترمربع مساحت و ۱۱۹٬۹۲۰ نفر جمعیت دارد.